# Battista Agnese

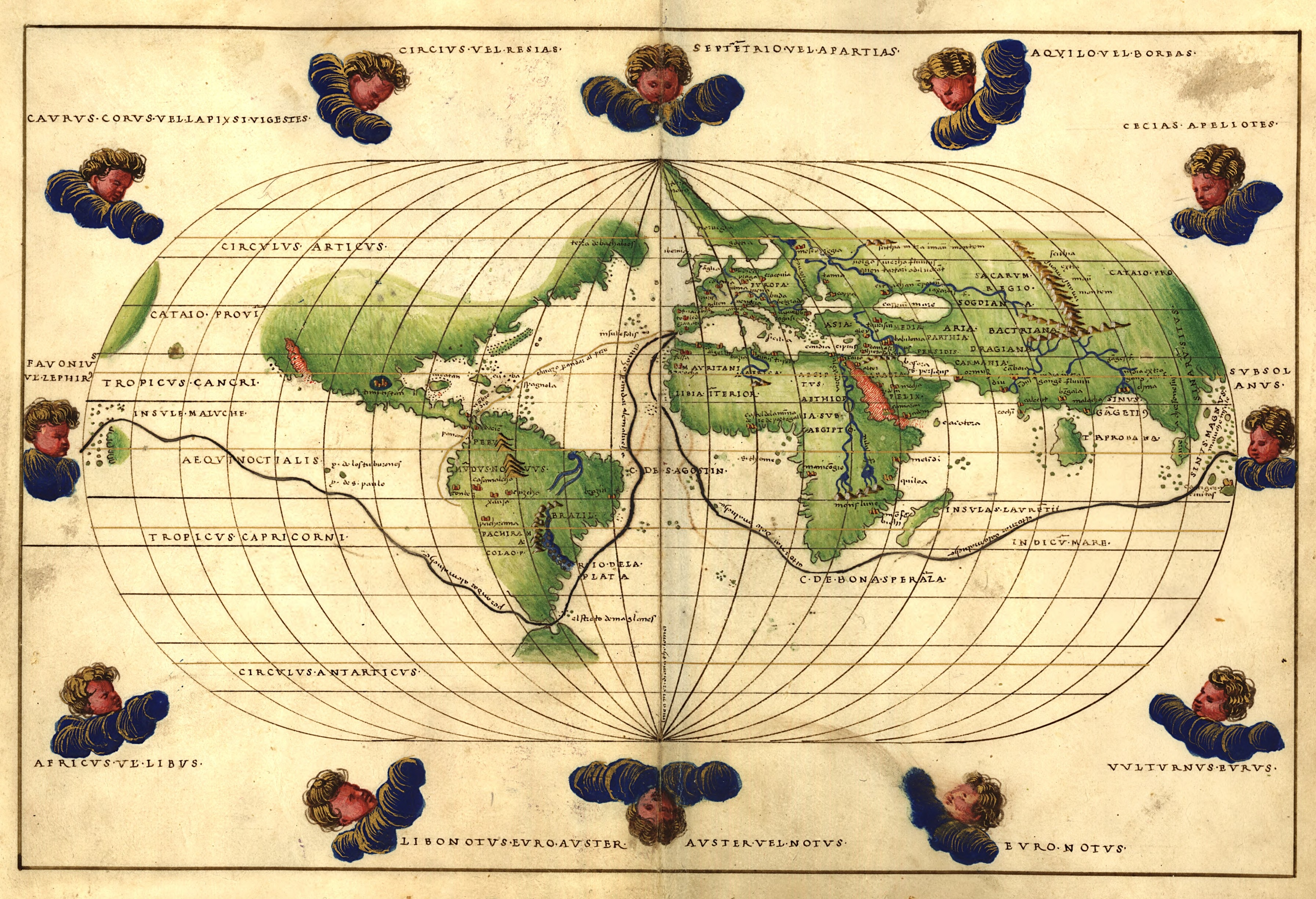
Mapa Mundi do Atlas Portulano de Battista Agnese (1544)

Battista Agnese (c. 1500 – 1564) foi um cartógrafo originário da República de Génova, que trabalhou na República de Veneza.
Em 1525 preparou um primeiro mapa da Muscóvia que era baseado em informação geográfica de Paolo Giovio que a recebera do embaixador russo Dmitry Gerasimov.
Sua oficina produziu pelo menos 71 atlas manuscrito de cartas marítimas entre 1534 e 1564, de forma mais barata do que os mapas de Dieppe, mas ainda considerado de artesanato fino. Os gráficos normalmente incluídos latitude, mas não longitude, juntamente com vários elementos decorativos. 
Uma das obras mais conhecidas de Agnese é um atlas do mundo encomendado por Carlos V para seu filho, Felipe II. Produzido por volta de 1542, retrata a Baixa Califórnia corretamente - como uma península (60 anos depois os cartógrafos começarão a mostrar Califórnia como uma ilha).
 Agnese incorporou as novas descobertas geográficas em seus mapas. Por exemplo, ele incluiu no seu mapa do mundo a rota da viagem de Fernão de Magalhães, e a rota para o Peru através do istmo do Panamá, por onde o ouro espanhol era transportado.

## Referencias
- Levenson, Jay A. Circa 1492: Art in the Age of Exploration. Washington: National Gallery of Art, 1993.
- Short, John Rennie. The World Through Maps: A History of Cartography. Toronto: Firefly Books, 2003.
- Library of Congress: Agnese Atlas. Portolan atlas of 9 charts and a world map, etc. Dedicated to Hieronymus Ruffault, Abbot of St. Vaast. (1544)
- Atlas de Battista Agnese, 1544, digitized in Biblioteca Digital Hispánica, Biblioteca Nacional de España